# レアアイテム
レアアイテムは、希少価値がある品物。
大きく3つに分類される。
1. コンピュータゲーム（特にオンラインゲーム）内で、入手困難（もしくは不可能）なアイテム。ゲーム内でも高値で取引されることが多い。本項で解説。
2. ネットオークションなどで出品する際に用いられる言葉。落札者の目を引きやすく、どれだけ入手が困難なものかをアピールできる。
3. トレーディングカードや食玩のおまけ等、玩具のうち、入手困難で希少価値が高い物。

## ゲームにおけるレアアイテム
ゲーム中の数あるアイテムの中で｢レアアイテム｣と称されるようになるものには、単純な希少性と共に以下のような理由が挙げられる。
入手が極めて困難である
- 敵からそのアイテムが入手できる確率が極めて低い、あるいは通常の狩りによる入手が不可能である
- 相当の大人数でなければ倒せないボスキャラクターなど、非常に強い難敵を倒す必要がある
- 現実の時間で1週間に1度程度しか倒す機会が無い、1度倒したら一定期間はゲーム世界に再登場しない、などの特殊な出現パターンを持つボス敵しかドロップしない為、入手のチャンスそのものが極めて少ない
- レベル制限や所持アイテム、「特別なアジトを所有するギルドのリーダー」など、特定の条件を完全に満たしたプレイヤーしか入手できない
- 特定のクエストをクリアする事で入手できるアイテムではあるものの、クエスト報酬がランダムである上、入手できる確率が極めて低い
- 特定イベントの成績最優秀者のみが入手・使用できるアイテムである
- 同等の効果を持つアイテムを生成するシステムがあっても、生成の為には莫大な費用や時間を要する
- ゲームシステムでプレイヤー間のトレード・譲渡が禁止されている

新規入手が事実上不可能になっている
- 過去の仕様変更により、現在ではゲーム中で新規に入手できない
- 期間限定イベントでのみ入手可能であった
- 過去に「正式サービス開始記念」「○周年記念」などとして、その時点でアクティブだったプレイヤーにのみ限定で配布された記念アイテムである

能力向上が大きく非常に有用である
- そのアイテムの有無によって、キャラクターの活躍の度合いが大きく変わる
- そのアイテムを入手しなければ修得・使用できない特別かつ強力なスキルがある
- 通常の狩りはもとよりPvPイベントなどで必勝を期すための必需品である事から、高レベル帯プレイヤーの需要が高い

また、「装備する事でアイテム固有の特殊スキルが使用可能となり、アジト戦（PvPイベント）での有利性・活躍度が極めて向上するアイテムで、5～6日に1度のペースで登場する特定のボス敵を倒せば出る可能性がある。ただし、倒すには100人程度の最高レベル帯のプレイヤーの協力が必要な上、予め困難なクエストを完了して特定のクエストアイテムを入手しなければそのボス敵に出会う事さえできない。また、ドロップ率は限りなく低く、新アイテムとして投入されてから既に3年が経過したが、知られる限りではサーバ内に現在2個しか存在しない」など、これら理由が幾つも複合した結果、ゲーム世界内全体の流通通貨の総量の増大と共に、希少価値と実勢価格が青天井に上昇してゆく事もある。PvPなどのゲームバランスを一変させてしまう程に強力なアイテムがごく少量だけ存在する場合には、もはやプレイヤーのプレイスキルではなく、そのアイテムの所有の有無でゲーム世界内のトッププレイヤーになれるか否かが事実上決まってしまう、という状況も見られる。
これらの結果として、そのアイテムは極めて優秀な評価を獲得し、そのゲーム世界のアイテムの中でも群を抜いた高値で取引されることとなる。場合によっては、そのゲームサーバ（ゲーム世界）に年に1度以下しか出現せず、ひとたび出現すればサーバを挙げての話題となる程の超級のレアアイテムなどというものまで存在する事もある。有用であっても入手が比較的容易であったり、入手が困難でも有用でない場合はそれほどの価値を持たない場合もあるが、キャラクターのアバター的要素が強いゲームの場合、見た目がかわいらしかったり、見た目で他のプレイヤーの笑いをつかめるようなものであれば、性能が低くともレアアイテム化することがある。
レアアイテムの中には一般的なプレイヤーには絶対に手が届かないような巨額の資産価値を持つものもあり、特に武器や装備などアバター的に画面にそのアイテムが表示される場合などを中心に、それを所有・装備していることがある種のステイタスとなるケースも多い。レアアイテムは総じて取引相場の幅が大きくなりがちで、それらの売り買いの利ざやで稼ぐ、投機的なバイヤーも散見される。以上のような理由から、レアアイテムはそれを入手した者に多大な利益をもたらすため、それに関する情報（ボスキャラの出現情報など）はオンラインゲーム内において一種の利権となる事も多く、わざと偽情報を流す、仲間同士で狩場や特定の敵を独占するなどの状況も見られる。さらには死亡ペナルティによるレアアイテムのドロップを狙ったプレイヤーキラー（PK・MPK）などの事態が発生することもある。また、レアアイテムを確実に入手するべく、少なからぬゲームで禁止事項となっているリアルマネートレーディングを利用した大量の資産調達や、バグやチートを利用した素材アイテムの大量複製などといった問題行為を行う者が存在する事もまた事実であり、この様な疑念や噂がレアアイテムを入手したプレイヤーに立ってしまう事も見られる。
他方では、サーバに一定数のみ、場合によっては1個だけ存在しており、製作・クエスト・トレードでの入手は一切不可能で、入手方法はPvP・PKなどを駆使して所有するプレイヤーを殺害して強引に奪い取るのみという設定、すなわちプレイヤー同士のPvP促進を目的とした高性能のレアアイテムが設定されているゲームもある。もっとも、このような目的で投入されているレアアイテムの場合には、たとえレアアイテムの能力がどれ程に強力であろうとも、所有している限り周囲の数多くのライバルプレイヤーに常時付け狙われる状態になる、タイトルによってはBOT・チートの使い手などの不正プレイヤーにまで襲撃される事もあるというリスクの高さがあり、プレイヤー誰しもが入手を願うようなものではない事もある。
オンラインゲームでは主にメジャーアップデートなどを機会にして仕様やゲームバランスが調整され、新アイテムや新スキルが投入され、時にそれはゲームバランスに大きな変化を及ぼす。この際に、それまで一般的だったアイテムが入手不可能になったり性能が向上することでレアアイテムになったり、逆により強力なアイテムが実装されたり、敵からのドロップ率が大幅増となることでレアアイテムが並の評価になるなど、レアアイテムについても激しい変化や相場変動、時に暴落が起きる事も有り得る。ただし、その結果でキャラクターの資産価値が急変することによる弊害（モチベーション低下による顧客離れなど）がついて回るため、極端な仕様変更がなされる事は珍しい。ただし、放置することによる全体のゲームバランスへの長期的な悪影響や弊害が極めて大きいと運営会社が判断した場合には、既にそのレアアイテムを所有しその効能を享受している、既得権益を守りたい者たちからの批判は覚悟の上で、そのような変更措置にあえて踏み切る事がある。